# 新拉多加

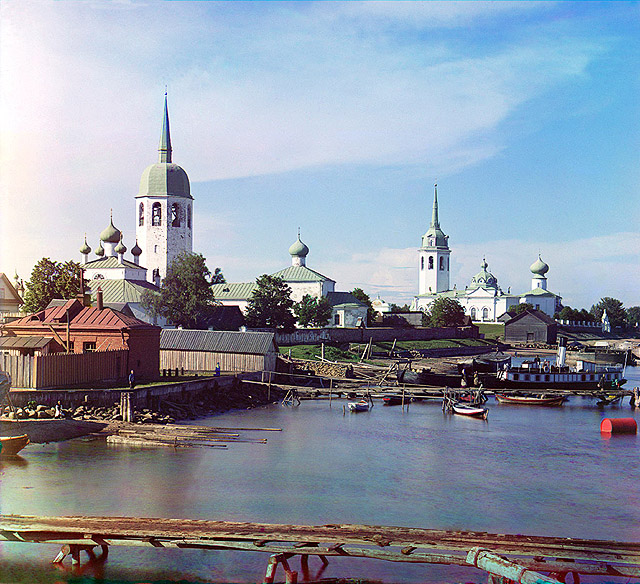
新拉多加的聖尼古拉修道院，攝於1911年

60°06′N 32°18′E / 60.100°N 32.300°E
新拉多加 （俄语：Но́вая Ла́дога），於1704年由彼得大帝建立，是俄羅斯列寧格勒州的一個城市，位於沃爾霍夫河注入拉多加湖之處、東距聖彼得堡121公里。該市2010年人口8,838；2002年人口9,920；1989年人口11,310。